# Guardiano (DC Comics)
Guardiano (Guardian), il cui vero nome è James Jacob "Jim" Harper, è un personaggio dei fumetti, un supereroe della DC Comics, creato da Jack Kirby e Joe Simon. Comparve per la prima volta in Star-Spangled Comics n. 7 (aprile 1942). Il Guardiano somiglia ad una prima rappresentazione del grande Capitan America, sempre di Kirby e Simon, (pubblicato per la prima volta nel marzo 1941 dalla Marvel Comics) nel fatto che non ha nessun superpotere e che porta con sé uno scudo indistruttibile.

## Jim Harper
Jim Harper era un ufficiale di polizia nella Suicide Slum di Metropolis che divenne un vigilante per trovare i delinquenti che la legge non riusciva a perseguire, descrivendosi come un guardiano della società dai criminali. Fu aiutato nella sua impresa da un gruppo di ragazzi conosciuti come Newsboy Legion, di cui lui era letteralmente un guardiano. La Legion crebbe per diventare il capo del Progetto Cadmus, successivamente salvando la vita di Harper trasferendone la mente dal vecchio corpo morente in un clone più giovane. Si scoprì più avanti che Jim Harper era il nonno di Roy Harper, spalla di Freccia Verde soprannominato "Arsenal". Il giovane arciere avrebbe poi sorpassato il suo status di spalla facendosi conoscere correntemente sotto il nome di Freccia Rossa.
Altri parenti includono sua nipote Roberta "Famous Bobby" Harper, che per un breve periodo fu un membro della Newsboy Legion, e Jamie Harper, una nipote afro-americana che lavora per il Dipartimento di Polizia di Gotham City. Quest'ultima lavorò come contatto personale di Robin al GCPD, simile al ruolo che il Commissario di Polizia Jim Gordon ricopriva per Batman. Dopo aver aiutato Robin e Jason Bard a catturare due poliziotti corrotti, Jaime Harper fu promosso a Detective Specialista e da lì in poi si trasferì alla polizia scientifica di Metropolis.

## Poteri e abilità
Jim fu allenato alla condizione di auto difesa dall'ex pugile Joe Morgan (lo stesso uomo che allenò altri due inimitabili supereroi, entrambi membri della Justice Society of America, Wildcat e il primo Atomo).
Lo straordinario addestramento ricevuto da WildCat lo ha reso esperto nel combattimento corpo a corpo (dalle arti marziali a tutte le altre tecniche, passando per un suo personale stile), nell'uso di qualsiasi arma (da fuoco, esplosiva, da lancio o bianca che sia) e nella guida di qualsiasi veicolo (terrestre, marino o aereo che sia). È anche un esperto nella strategia e nel comando.
La somma di tutte queste qualità sia fisiche che marziali rendono il Guardiano un nemico più che temibile per chiunque gli si pari davanti, sia gente con poteri che non. In più di un'occasione è riuscito a tenere testa a eroi del calibro di Freccia Verde e a tenere a bada anche se con enorme fatica criminali potenti come Bane.
Jim fa sempre uso in combattimento di uno speciale scudo composto interamente da una speciale lega di Inertron e dai bordi taglienti. Questa sua composizione lo rende virtualmente indistruttibile. Col tempo, Jim è divenuto esperto nel suo uso, sia come strumento difensivo che offensivo.

## Guardiano Dorato
In Superman's Pal Jimmy Olsen n. 135 (gennaio 1975), Jack Kirby reinserì i Boys nell'adesso adulta Newsboy Legion come personaggi di supporto connessi al Progetto DNA (successivo Progetto Cadmus), un laboratorio di ricerca genetica. Uno degli esperimenti del Progetto fu un clone del fu Jim Harper, che prese il ruolo del suo predecessore, e divenne il Capo della Sicurezza del Progetto come Guardiano Dorato. Post-Crisi questo personaggio fu semplicemente noto come Guardiano.
Harper rimase Capo della Sicurezza del progetto anche dopo lo scioglimento della Newsboy Legion. Infine, fu ucciso anche lui, sebbene fu creato un altro clone e subito invecchiato fino all'età adulta, mantenendo i ricordi dei suoi predecessori. Il Guardiano scomparve insieme al resto del Progetto Cadmus dopo un alterco con Amanda Waller e il Presidente Luthor, e il suo stato attuale è sconosciuto.

### DopoCrisi infinita
Dopo Crisi infinita, la storia del clone del Guardiano fu connessa retroattivamente. Come Dubbilex spiegò a Jimmy Olsen, Jim Harper non fu ucciso nel compimento del suo dovere, ma gli fu sparato dal primo capo della sicurezza del Progetto Cadmus, Jonathan Drew, dopo che scoprì che il clone era già stato creato.
Fu anche rivelato che il clone originale del Guardiano aveva lasciato il Progetto cadmus precedentemente, e viveva da un po' nella città di Warpath nel confine messicano, dove assisteva lo sceriffo Greg Saunders. Comparse successive del Guardiano furono eseguite dai suoi vari cloni, ognuno dei quali morì entro un anno.
Il clone del Guardiano originale decise di andare a Metropolis con Gwen, la sua figlia adottiva, durante la storia di Nuova Krypton.
I capi della squadra della Polizia Scientifica DuBarry e Daniels, insieme a numerose guardie carcerarie, furono uccisi durante gli eventi di Nuova Krypton, quando un gruppo di Kandoriani, guidati dal Comandante Gor, assaltarono l'Isola Stryker e domandarono in custodia il Parassita. Il Controllo della Polizia Scientifica "Rachel" fu incaricato di fare da tramite tra il Dipartimento di Polizia di Metropolis e una coalizione di supereroi, nel portare la giustizia per gli agenti di polizia e guardie carcerarie cadute in servizio. Dopo che i Kandoriani lasciarono la Terra, Il Guardiano fu promosso a Comandante in Campo della Polizia Scientifica, come rimpiazzo di DuBarr e Daniels, in parte a causa dei ricordi di Jim Harper come ufficiale di polizia e del Guardiano come supereroe. Gli fu chiesto da Superman di aiutare Mon-El, offrendogli un posto nella Polizia Scientifica e facendogli da mentore sul come diventare un eroe.
Il numero recente di Detective Comics pubblicato durante l'evento di Un Anno Dopo, rivelò che Harper aveva una nipote di nome Jaime, ex detective del Dipartimento di Polizia di Gotham City ed ex socia del terzo Robin.
Successivamente, il Guardiano viaggiò fino alla Torre di Guardia della Justice League of America dopo aver trovato un dispositivo trasportante a Metropolis. Mentre era nella Torre di Guardia, gli eroi furono attaccati da Prometeo, che accecò il Guardiano. Dopo l'attacco, Guardiano e Mon-El furono reclutati da Kimiyo Hoshi nella Justice League.

## Mal Duncan
In Teen Titans n. 43 (novembre 1976), il Titan Mal Duncan, precedentemente senza costume, prese il nome del Guardiano, indossando il costume dell'originale ed un esoscheletro per l'incremento della forza. I due Guardiani infine si incontrarono in Superman Family n. da 191 a 193 (settembre 1978 - febbraio 1979), quando Mal aiutò a salvare il clone di Harper da Adam, un clone malvagio creato utilizzando materiale genetico sia da Harper che da Dubbilex che prese controllo del Progetto Cadmus.
La Crisi sulle Terre infinite rimosse la carriera di Duncan come Guardiano.

## Jake Jordan
Nel 2005, la megaserie Seven Soldier di Grant Morrison introdusse un nuovo personaggio basato sul Guardiano originale, Jake Jordan, Manhattan Guardian.

## Milleverse Guardian
Nel romanzo a fumetti di Frank Miller Batman: The Dark Knight Strikes Again, il Guardiano è uno dei supereroi uccisi da Dick Grayson.

## Altri media
- Una versione adolescente del Guardiano comparve nella serie animata Teen Titans, sotto il nome di Soldato H.I.V.E. Come indica il suo nome, il Soldato è uno studente della H.I.V.E. Academy (e quindi non della Cadmus), ed è un membro della versione del cartone dei Fearsome Five. Il Soldato H.I.V.E. possiede costume e scudo identici a quelli del Guardiano, tranne che per una cresta della H.I.V.E. sul petto, sulla cintura, e sul centro dello scudo. Come il Guardiano, il Soldato è estremamente disciplinato e militaristico e spesso finisce le frasi con la parola "Signore".
- In Young Justice Guardian (tradotto nel doppiaggio italiano come "Guardiano") è il custode dei laboratori Cadmus e viene introdotto come Jim Harper, zio di Roy Harper/Freccia Rossa. Successivamente, però, si viene a sapere che sia Jim che freccia Rossa non sono altro che i cloni del vero Roy Harper (che successivamente prenderà il nome di Arsenal), catturato da Vandal Savage e dalla sua associazione segreta: la Luce.
- L'attore Mehcad Brooks interpreta il personaggio nella serie TV Supergirl, dalla seconda stagione. In questa versione televisiva è il reporter Jimmy Olsen. L'attore Eddie McClintock interpreta James Harper, il quale è un agente governativo.